# 小刺蕊草
小刺蕊草（学名：Pogostemon menthoides），为唇形科刺蕊草属下的一个植物种。